# Indian Institutes of Management
Els Indian Institutes of Management (IIM) (en català: Instituts Indis de Gestió) són instituts d'educació en gestió i investigació sota la jurisdicció del Ministeri d'Educació del Govern de l'Índia. Ofereixen principalment programes de postgrau, doctorat i executius juntament amb alguns cursos addicionals en l'àmbit de l'Administració d'Empreses. L'establiment dels IIM va ser obra de Jawaharlal Nehru, primer primer ministre de l'Índia, basant-se en la recomanació de la Comissió de Planificació de l'Índia.
Els IIM van ser declarats institucions d'importància nacional pel Ministeri de Desenvolupament de Recursos Humans després de l'aprovació de la Llei d'Instituts de Gestió de l'Índia (2017). Amb aquesta llei, els IIM van rebre més autonomia per gestionar les seves operacions diàries. Els IIM tenien molt marge de maniobra per decidir els seus cursos, tarifes i altres assumptes relacionats. Els principals IIM, com ara IIM Ahmedabad, IIM Banglore i IIM Calcuta, han aconseguit els 10 millors rànquings entre les escoles de gestió, segons el National Institutional Ranking Framework (NIRF) de l'Índia.
Els programes de màster en administració d'empreses (MBA) a temps complet són els programes emblemàtics de tots els IIM. El títol de MBA a temps complet s'ofereix com a programa de postgrau en gestió (PGP) de dos anys o el MBA global d'un any (EPGP, PGPX, PGPEX, PGP-BL i IPMX). Sis IIM líders (IIM Ahmedabad, Bangalore, Calcuta, Indore, Lucknow i Kozhikode) ofereixen el MBA d'un any com a programa a temps complet que segueix les normes globals de MBA. Alguns IIM també ofereixen un MBA (executiu) a temps parcial de dos anys per als graduats amb més experiència laboral.
Els IIM només oferien diplomes al final dels programes a temps complet. Tanmateix, des de l'aprovació de la Llei IIM de 2017, tots els IIM han començat a oferir un màster en administració d'empreses (MBA). Alguns IIM ofereixen el Fellow Program in Management (FPM), un programa de doctorat. Es considera que la beca és equivalent a un DBA a nivell mundial. La majoria dels IIM també ofereixen cursos de MBA a curt termini i programes a temps parcial. Alguns IIM també ofereixen programes únics, com el Five Years Integrated Program in Management (IIM Rohtak, IIM Ranchi i IIM Indore) i elWorking Managers' Program de dos anys (IIM Lucknow).